# République socialiste soviétique autonome des Komis
1936–1991
Entités précédentes :
- Oblast autonome des Komis-Zyriènes (RSFSR)

Entités suivantes :
- République des Komis (fédération de Russie)

La république socialiste soviétique autonome des Komis (en russe : Коми Автономная Советская Социалистическая Республика) est une république socialiste soviétique autonome de l'Union soviétique entre le 5 décembre 1936 et la dislocation de l'Union soviétique en 1991. Sa capitale était la ville de Syktyvkar.
La RSSA des Komis est formée à partir de l'oblast autonome des Komis-Zyriènes.

## voir aussi

### Article lié
- République des Komis